# Francesco Mistichelli
Francesco Mistichelli (Pescara, 12 gennaio 1984) è un attore italiano.

## Biografia
Dopo un'infanzia trascorsa a Palermo, inizia la sua carriera a Pescara sua città natale. Terminata la maturità s'iscrive alla scuola di recitazione diretta a Pescara da Enzo Garinei che lo chiama "il piccolo James Dean".
Le sue prime esperienze di attore sono subito da protagonista in alcuni spettacoli teatrali diretti da Pino Cormani e in alcuni cortometraggi, tra questi Sarà gelida l'estate? del 2003, diretto da Sergio Sciarra gli dà visibilità ai festival del cinema di Bellaria e di Montecatini. Con il successivo Chi beve e chi muore del 2004 è finalista al Sulmonacinema Film Festival e al Premio Massimo Troisi.
Nel 2006 ha un ruolo di primo piano accanto a Flavio Insinna nella fiction di Raiuno La buona battaglia - Don Pietro Pappagallo e nella fiction di Canale 5 Questa è la mia terra nel ruolo del figlio di Ottavia Piccolo. 
Nel 2008 vince il provino come protagonista del film Marcello Marcello di Denis Rabaglia che gli fa vincere negli Stati Uniti il Premio Discovery alla seconda edizione del San Joaquin International Film Festival. Nel 2009 partecipa a Scusa ma ti voglio sposare di Federico Moccia. Tra gennaio e febbraio 2011 è tra i protagonisti della serie tv Caccia al Re - La narcotici su Raiuno nel ruolo di Giacomo detto Tsunami. Sempre su Raiuno, il 23 e il 24 maggio 2011 è andata in onda la fiction Notte prima degli esami '82 dove Francesco Mistichelli è il protagonista. Per il teatro è impegnato nelle repliche de Il gabbiano Jonathan Livingston per la regia di Pino Cormani.

## Filmografia

### Cinema
- Marcello Marcello, regia di Denis Rabaglia (2008)
- Scusa ma ti voglio sposare, regia di Federico Moccia (2010)
- La turista olandese, regia di Geraldine Ottier - cortometraggio (2016)

### Televisione
- La buona battaglia - Don Pietro Pappagallo, regia Gianfranco Albano - miniserie TV (2006)
- Questa è la mia terra - serie TV (2006)
- La narcotici - serie TV, 6 episodi (2011)
- Notte prima degli esami '82, regia di Elisabetta Marchetti - miniserie TV (2011)
- Ultimo - L'occhio del falco, regia di Michele Soavi - miniserie TV (2013)
- Un medico in famiglia - serie TV, episodio 8x21 (2013)